# Garra bispinosa
Garra bispinosa és una espècie de peix cipriniforme de la família dels ciprínids.

## Morfologia
Els mascles poden assolir els 12,8 cm de longitud total.

## Distribució geogràfica
Es troba a la conca del riu Irrawaddy (Yunnan, Xina).